# IL36G
IL36G (англ. Interleukin 36, gamma) – білок, який кодується однойменним геном, розташованим у людей на короткому плечі 2-ї хромосоми.  Довжина поліпептидного ланцюга білка становить 169 амінокислот, а молекулярна маса — 18 721.
| 10         |  | 20         |  | 30         |  | 40         |  | 50         |
| ---------- |  | ---------- |  | ---------- |  | ---------- |  | ---------- |
| MRGTPGDADG |  | GGRAVYQSMC |  | KPITGTINDL |  | NQQVWTLQGQ |  | NLVAVPRSDS |
| VTPVTVAVIT |  | CKYPEALEQG |  | RGDPIYLGIQ |  | NPEMCLYCEK |  | VGEQPTLQLK |
| EQKIMDLYGQ |  | PEPVKPFLFY |  | RAKTGRTSTL |  | ESVAFPDWFI |  | ASSKRDQPII |
| LTSELGKSYN |  | TAFELNIND  |  |            |  |            |  |            |

A: Аланін

C: Цистеїн

D: Аспарагінова кислота

E: Глутамінова кислота

F: Фенілаланін

G: Гліцин

I: Ізолейцин

K: Лізин

L: Лейцин

M: Метіонін

N: Аспарагін

P: Пролін

Q: Глутамін

R: Аргінін

S: Серин

T: Треонін

V: Валін

W: Триптофан

Кодований геном білок за функцією належить до цитокінів. 
Задіяний у таких біологічних процесах як імунітет, вроджений імунітет, запальна відповідь, поліморфізм, альтернативний сплайсинг. 
Секретований назовні.